# Miss Venezuela 2016
Miss Venezuela 2016 fue la sexagésima tercera (63°) edición del certamen Miss Venezuela. Se llevó a cabo el 5 de octubre de 2016 en el Estudio 1 de Venevisión de la ciudad de Caracas, Venezuela. Al final del evento, Mariam Habach, Miss Venezuela 2015 de Lara, coronó a Keysi Sayago de Monagas como su sucesora.
La presentación oficial a la prensa contó con la animación de Jordán Mendoza, Kerly Ruiz y Osmariel Villalobos, se realizó el 6 de agosto, en la misma fueron impuestas las bandas de los estados a representar a cada candidata.
El evento fue transmitido en vivo y directo para toda Venezuela por Venevisión y Venevisión Plus, además en alta definición para todos los suscriptores del paquete alta definición de DirecTV. Al exterior por Ve Plus TV y Univisión, para Estados Unidos por Glosi y Puerto Rico vía Univisión alta definición. Estuvo conducido por Leonardo Villalobos y Mariángel Ruiz, con los comentarios tras bambalinas de Dave Capella. Los artistas que amenizaron la velada serán Omar Enrique, Eddy Herrera, Felipe Peláez, Gustavo Elis, Juan Miguel, Reynaldo Armas, Scarlett Linares, Betulio Medina, Renzo La Posta y Aldrey. Después de casi 45 años, esta se convirtió en la última edición del certamen en contar con la producción coreográfica de Mery Cortez.

## Resultados
| Resultado final         | Candidata |
| ----------------------- | --- |
| Miss Venezuela 2016     | - Monagas — Keysi Sayago |
| Primera finalista       | - Nueva Esparta — Diana Croce |
| Segunda finalista       | - Vargas — Antonella Massaro |
| Tercera finalista       | - Yaracuy — Reneta Bello |
| Cuarta finalista        | - Miranda — Rosangélica Piscitelli |
| Semifinalistas (Top 10) | - Bolívar — Melanie Bermúdez - Distrito Capital — Yanett Díaz - Guárico — María Victoria D'Ambrosio - Mérida — María Fernanda Paredes - Sucre — Victoria González |

## Historia

### Sede
Fuentes cercanas a la Organización Miss Venezuela señalaban que el evento había podido regresar nuevamente al Poliedro de Caracas, recinto que acogió el evento por última vez en el año 2013; ello debido a que el director del Poliedro, Antonio «El Potro» Álvarez sostuvo reuniones con Erick «El Pollo» Simonato, representante de Venevisión. No obstante, la Organización Miss Venezuela se manifestó al respecto para anunciar que el concurso se realizaría el día miércoles 5 de octubre de 2016 en el Estudio 1 de Venevisión.

## Áreas de competencia

### Final
La noche final estuvo transmitida en vivo para toda Venezuela por Venevisión. Al exterior por Ve Plus TV y para Estados Unidos y Puerto Rico vía Univisión Alta definición; además se transmitió vía internet para todos los países y territorios desde Caracas, Venezuela, el 5 de octubre de 2016. Fue conducido por Leonardo Villalobos y Mariángel Ruiz.
El grupo de 10 semifinalistas se dio a conocer durante la competencia final.
Todas las 24 candidatas fueron evaluadas por un Jurado final:
- Las 24 candidatas desfilaron en una nueva ronda en traje de baño (similares para todas).
- Posteriormente, las mismas desfilaron en traje de noche (elegidos al gusto de cada concursante).
- Basado en el desenvolvimiento en las áreas mencionadas, el jurado eligió las diez semifinalistas de la noche.
- Las diez (semifinalistas) se sometieron a una pregunta por parte del jurado; basado en las respuestas de las finalistas, cinco de ellas salieron de competencia.
- Las cinco restantes (finalistas) avanzaron a la siguiente plaza; y basado en sus calificaciones en la ronda de preguntas, el jurado determinó las posiciones finales y a la ganadora, Miss Venezuela 2016.

### Jurado final
Estos son miembros del jurado que evaluaron a las semi y finalistas para elegir a Miss Venezuela 2016:
- Anna Vaccarella, periodista venezolana.
- Daniela Kosán, Miss Venezuela Internacional 1997 y primera finalista del Miss Internacional 1998.
- Ivo Contreras, estilista oficial de la Organización Miss Venezuela.
- Yajaira Nuñez, diseñadora y orfebre venezolana.
- Maickel Melamed, asesor de desarrollo humano y atleta venezolano.
- Jackeline Rodríguez, representante venezolana en Miss Universo 1991.
- José Ramón Barreto, actor venezolano.
- Michelle de Andrade, actriz venezolana.
- Jesús Morales, asesor de imagen oficial de la Organización Miss Venezuela.

### Gala Interactiva
Este es un evento preliminar que se realizó el sábado 10 de septiembre de 2016 en el Estudio 01 de Venevisión, estuvo presentado por Mariela Celis, Jesús de Alva y Dave Capella. Las ganadoras de este evento preliminar fueron escogidas por votos acumulativos de los internautas a través de la página oficial de la Organización Miss Venezuela y la red social Twitter.
El evento contó con las participaciones musicales de Ronald Borjas en el opening al ritmo de “Cántalo”, además de Francisco León y DJ Daniel Chong con el tema “Waiting” y Los Aviadores con su tema “Pa' Que Lo Gocen”. Cabe señalar que la candidata representante del Estado Sucre, Victoria González; no pudo estar presente en el evento debido a problemas de salud.

### La Magia de ser Miss
Al igual que la edición anterior, el certamen contará con un Reality show hermano llamado "La Magia de ser Miss". El mismo se transmitirá los sábados durante el programa Super Sábado Sensacional y narrará paso a paso las actividades y preparación de las candidatas a al título de Miss Venezuela, contando con la guía de destacadas personalidades. El primer capítulo del reality se llevó a cabo el 23 de julio, y en él fueron seleccionadas las 24 candidatas oficiales del grupo de 200 precandidatas ya existentes. Finalizó el lunes 1 de octubre.
El evento fue amenizado por Acero, La Voz Ucabista 2015; la presentación de Benavides y el Dúo Desakataos, todos bajo la producción de Ricardo Di Salvatore, Vicente Alvarado, Erick Simonato y todo el que integra la Vicepresidencia de Variedades de Venevisión a cargo de Hugo Carregal.

## Premiaciones

### Gala Interactiva
| Premio                | Candidata Ganadora                  |
| --------------------- | ----------------------------------- |
| Miss Figura           | Falcón - Tulia Alemán               |
| Miss Cabello Radiante | Mérida - María Fernanda Paredes     |
| Miss Confianza        | Guárico - María Victoria D'Ambrosio |
| Miss Piernas de Venus | Trujillo - Mariana Palazzo          |
| Miss Auténtica        | Carabobo - Frinddy Bocaranda        |
| Miss Online           | Miranda - Rosangélica Piscitelli    |
| Miss Belleza Integral | Miranda - Rosangélica Piscitelli    |
| Miss Rostro           | Miranda - Rosangélica Piscitelli    |
| Miss Actitud          | Monagas - Keysi Sayago              |
| Miss Sonrisa          | Monagas - Keysi Sayago              |
| Miss Fitness          | Distrito Capital - Yanett Díaz      |
| Miss Glamour          | Nueva Esparta - Diana Croce         |
| Miss Personalidad     | Táchira - Betania Rojas             |

### Otras premiaciones
En un evento especial se otorgó la nueva banda Miss Salud y Estética, la cual fue otorgada por Polytech Venezuela, uno de los patrocinantes oficiales del certamen nacional. 
| Premio                | Candidata Ganadora               |
| --------------------- | -------------------------------- |
| Miss Salud y Estética | Miranda - Rosangélica Piscitelli |
| Primera finalista     | Monagas - Keysi Sayago           |
| Segunda finalista     | Yaracuy - Reneta Bello           |

### Premiaciones Especiales (Final)
| Premio          | Candidata                          |
| Miss Elegancia  | - Miranda - Rosangélica Piscitelli |
| Miss Fotogénica | - Miranda - Rosangélica Piscitelli |
| Miss Amistad    | - Táchira - Betania Rojas          |
| Miss Talento    | - Apure - Fernanda Zabián          |

## Candidatas
24 candidatas compitieron en el certamen:
(En la tabla se utiliza su nombre completo, los sobrenombres van entrecomillados y los apellidos utilizados como nombre artístico, entre paréntesis; fuera de ella se utilizan sus nombres «artísticos» o simplificados)
| Estado/Región    | Candidata                               | Edad | Estatura (m) | Ciudad Natal          |
| ---------------- | --------------------------------------- | ---- | ------------ | --------------------- |
| Amazonas         | Anjuly Claret De Gouveia Rodríguez      | 24   | 1,82 m       | Caracas               |
| Anzoátegui       | Melanie Gerber Jung                     | 19   | 1,77 m       | Colonia Tovar         |
| Apure            | Fernanda Konacri Zabián Rodríguez       | 19   | 1,71 m       | San Fernando de Apure |
| Aragua           | María Lucibeth Bencomo Gudiño           | 23   | 1,76 m       | Guanare               |
| Barinas          | Jelaning Betania "Jey" Fargas González  | 19   | 1,75 m       | Mérida                |
| Bolívar          | Melanie Alexandra Bermúdez Rivas        | 21   | 1,77 m       | Caracas               |
| Carabobo         | Frinddy Stefanya Bocaranda Juge         | 19   | 1,71 m       | Valencia              |
| Cojedes          | Sarahim Sariht "Sarah" Dávila Hernández | 24   | 1,73 m       | Caracas               |
| Delta Amacuro    | Ysabel Cristina Cedeño Terán            | 26   | 1,80 m       | San Félix             |
| Distrito Capital | Yanett Margarita Díaz Dib               | 18   | 1,82 m       | Caracas               |
| Falcón           | Tulia Rosa María Alemán Ferrer          | 23   | 1,75 m       | Mene de Mauroa        |
| Guárico          | María Victoria D'Ambrosio Díaz          | 20   | 1,81 m       | Valle de la Pascua    |
| Lara             | Hielimar Elizabeth Sargo de Marchi      | 23   | 1,82 m       | San Felipe            |
| Mérida           | María Fernanda Paredes Sánchez          | 22   | 1,77 m       | Tovar                 |
| Miranda          | Rosangélica Piscitelli Ferreri          | 23   | 1,78 m       | Los Teques            |
| Monagas          | Keysi Mairín Sayago Arrechedera         | 23   | 1,79 m       | Carrizal              |
| Nueva Esparta    | Diana Macarena Croce García             | 19   | 1,76 m       | Calabozo              |
| Portuguesa       | Viviana Valente Rueda                   | 22   | 1,75 m       | Caracas               |
| Sucre            | Claribeth Victoria González González    | 19   | 1,80 m       | Cumaná                |
| Táchira          | Betania Rojas Rincón                    | 22   | 1,77 m       | Rubio                 |
| Trujillo         | Mariana Carolina Palazzo López          | 19   | 1,77 m       | Maracay               |
| Vargas           | Antonella Paola Massaro Escalona        | 24   | 1,78 m       | Mérida                |
| Yaracuy          | Reneta Carolina "Gusy" Bello Lacal      | 21   | 1,76 m       | Valencia              |
| Zulia            | Raymar Lisett Valbuena Cardozo          | 21   | 1,74 m       | Cabimas               |

## Datos acerca de las delegadas
- Algunas de las delegadas del Miss Venezuela 2016 han participado, o participarán, en otros certámenes de importancia nacionales e internacionales:
  - Keysi Sayago (Monagas) ganó el Xtreme Model Venezuela 2010.
  - Diana Croce (Nueva Esparta) ganó el Elite Model Look Venezuela 2012 y participó sin éxito en Elite Model Look International 2012 en China.
  - Ysabel Cedeño (Delta Amacuro) ganó el Miss Turismo Guayana 2013.
  - Betania Rojas (Táchira) ganó el Reinado de la Feria Internacional de San Sebastián 2016. Representó al Norte de Santander en Miss Earth Colombia, ganando la banda de Miss Earth Agua y representando a Colombia en Miss Intercontinental 2019 llegó al top 20.
  - Mariana Palazzo (Trujillo) ganó el Reinado de las Ferias de San José 2016.
  - Melanie Gerber (Anzoátegui) fue finalista en Sambil Model 2016.
  - Rosangélica Piscitelli (Miranda) ganó el Miss Miranda 2016.
  - Antonella Massaro (Vargas) fue segunda finalista en Reina Hispanoamericana 2016 en Bolivia.
  - Diana Croce (Nueva Esparta) fue designada Miss Venezuela Mundo 2016 por la Organización Miss Venezuela, y representó al país en Miss Mundo 2016 en Estados Unidos, en el cual no clasificó.
  - Tulia Alemán (Falcón) fue designada Miss Grand Venezuela 2017 por la Organización Miss Grand Venezuela, y representó al país en Miss Grand Internacional 2017 en Vietnam, adjudicándose como primera finalista.
  - María Victoria D'Ambrosio (Guárico) fue segunda finalista en Reina Hispanoamericana 2017 en Bolivia.
  - Diana Croce (Nueva Esparta) fue designada Miss Venezuela Internacional 2016 por la Organización Miss Venezuela, y representó al país en Miss Internacional 2017 en Japón, logrando ser segunda finalista.
  - Keysi Sayago (Monagas) fue finalista en Miss Universo 2017, celebrado en Estados Unidos.
  - Yanett Díaz (Distrito Capital) fue primera princesa en Reinado Internacional del Café 2018.
- Algunas de las delegadas nacieron o viven en otro estado, región o país al que representarán, o bien, tienen un origen étnico distinto:
  -  Betania Rojas  (Táchira) es mitad colombiana.
  - Claret De Gouveia (Amazonas) es de ascendencia portuguesa.
  - Melanie Gerber (Anzoátegui) es de ascendencia alemana.
  - Frinddy Bocaranda (Carabobo) es de ascendencia francesa.
  - Yanett Díaz (Distrito Capital) es de ascendencia árabe.
  - María Victoria D'Ambrosio (Guárico), Rosangélica Piscitelli (Miranda), Viviana Valente (Portuguesa), Mariana Palazzo (Trujillo) y Antonella Massaro (Vargas) son de ascendencia italiana.
  - Reneta Bello (Yaracuy) es de ascendencia española.
- Otros datos significativos de algunas delegadas:
  - Rosangélica Piscitelli (Miranda) fue actriz y participó en las reconocidas series de televisión venezolanas Somos tú y yo, Somos tu y yo: Un nuevo día y NPS: No puede ser; protagonizando el papel de una chica llamada Rosángela Rojas, más conocida como "Rosie" ("Rosa" en Somos tú y yo, un nuevo día). Además, fue presentadora de un programa informativo juvenil venezolano llamado SUB: Soy un boom.
  - Claret De Gouveia (Amazonas), Yanett Díaz (Distrito Capital) y Elizabeth Sargo (Lara) fueron las candidatas de mayor estatura con 1,82 m; mientras las de menor estatura fueron Fernanda Zabián (Apure) y Frinddy Bocaranda (Carabobo), con 1,71 m.
  - Ysabel Cedeño (Delta Amacuro) fue la candidata de mayor edad, con 26 años, mientras que la de menor edad fue Yanett Díaz (Distrito Capital), con 18 años.
  - 10 de las 24 candidatas son originarias de los estados o regiones que representaron: Fernanda Zabián (Apure), Frinddy Bocaranda (Carabobo), Yanett Díaz (Distrito Capital), Tulia Alemán (Falcón), María Victoria D'Ambrosio (Guárico), María Fernanda Paredes (Mérida), Rosangélica Piscitelli (Miranda), Victoria González (Sucre), Betania Rojas (Táchira) y Raymar Valbuena (Zulia).

## Sobre los estados y/o regiones en Miss Venezuela 2016

### Estados y/o regiones ausentes
(en relación a la edición anterior)
- Costa Oriental, no estuvo representada en esta edición.